# Cheikh N'Doye
Cheikh N'Doye (Rufisque, 29 marzo 1986) è un calciatore senegalese, centrocampista del Cannes.

## Caratteristiche tecniche
È un centrocampista difensivo. Con una discreta tecnica ma un fisico possente, sa farsi valere nei contrasti e nel gioco aereo

## Carriera

### Club
Dal 2007 al 2009 ha giocato nel massimo campionato senegalese; successivamente, nella stagione 2010-2011 ha segnato 11 reti in 30 presenze nel Championnat de France amateur (la quarta serie francese) con l'Epinal, con cui ha conquistato la promozione in Championnat National, la terza serie francese, categoria nella quale durante la stagione 2011-2012 ha messo a segno 4 reti in 35 presenze contribuendo al raggiungimento del quinto posto in classifica della sua squadra, arrivata a quattro punti dalla promozione in Ligue 2.
Nell'estate del 2012 viene ceduto al Creteil, con cui nella stagione 2012-2013 vince il Championnat National segnandovi 11 gol in 34 presenze. L'anno successivo esordisce in Ligue 2, chiudendo il campionato con 10 reti in 36 presenze; va in doppia cifra anche nella stagione 2014-2015, terminata con 11 reti in 37 presenze totali.
Dopo questa terza stagione al Creteil nell'estate del 2015 si svincola e firma un contratto con l'Angers, squadra neopromossa in Ligue 1: N'Doye fa il suo esordio nella massima serie francese l'8 agosto 2015 nella partita vinta per 2-0 sul campo del Montpellier, ed il successivo 22 agosto segna una doppietta (che comprende quindi anche il suo primo gol in carriera in massima serie) nella partita vinta per 2-0 sul campo del Gazelec Ajaccio, squadra a sua volta neopromossa in massima serie.

### Nazionale
Il 31 maggio 2014 ha esordito in Nazionale in una partita amichevole pareggiata per 2-2 contro la Colombia: nell'occasione ha anche segnato il suo primo gol in Nazionale.
Viene convocato per la Coppa d'Africa del 2017.

## Statistiche

### Cronologia delle presenze e reti in nazionale
| Cronologia completa delle presenze e delle reti in nazionale ― Senegal | Cronologia completa delle presenze e delle reti in nazionale ― Senegal | Cronologia completa delle presenze e delle reti in nazionale ― Senegal | Cronologia completa delle presenze e delle reti in nazionale ― Senegal | Cronologia completa delle presenze e delle reti in nazionale ― Senegal | Cronologia completa delle presenze e delle reti in nazionale ― Senegal | Cronologia completa delle presenze e delle reti in nazionale ― Senegal | Cronologia completa delle presenze e delle reti in nazionale ― Senegal |
| Data                                                                   | Città                                                                  | In casa                                                                | Risultato                                                              | Ospiti                                                                 | Competizione                                                           | Reti                                                                   | Note                                                                   |
| ---------------------------------------------------------------------- | ---------------------------------------------------------------------- | ---------------------------------------------------------------------- | ---------------------------------------------------------------------- | ---------------------------------------------------------------------- | ---------------------------------------------------------------------- | ---------------------------------------------------------------------- | ---------------------------------------------------------------------- |
| 31-5-2014                                                              | Buenos Aires                                                           | Colombia                                                               | 2 – 2                                                                  | Senegal                                                                | Amichevole                                                             | 1                                                                      |                                                                        |
| 5-9-2015                                                               | Windhoek                                                               | Namibia                                                                | 0 – 2                                                                  | Senegal                                                                | Qual. Coppa d'Africa 2017                                              | -                                                                      |                                                                        |
| 8-9-2015                                                               | Johannesburg                                                           | Sudafrica                                                              | 1 – 0                                                                  | Senegal                                                                | Amichevole                                                             | -                                                                      | 80’                                                                    |
| 13-10-2015                                                             | Algeri                                                                 | Algeria                                                                | 1 – 0                                                                  | Senegal                                                                | Amichevole                                                             | -                                                                      | 72’                                                                    |
| 13-11-2015                                                             | Antananarivo                                                           | Madagascar                                                             | 2 – 2                                                                  | Senegal                                                                | Qual. Mondiali 2018                                                    | -                                                                      | 80’                                                                    |
| 17-11-2015                                                             | Dakar                                                                  | Senegal                                                                | 3 – 0                                                                  | Madagascar                                                             | Qual. Mondiali 2018                                                    | -                                                                      | 68’                                                                    |
| 26-3-2016                                                              | Dakar                                                                  | Senegal                                                                | 2 – 0                                                                  | Niger                                                                  | Qual. Coppa d'Africa 2017                                              | -                                                                      | 67’                                                                    |
| 29-3-2016                                                              | Niamey                                                                 | Niger                                                                  | 1 – 2                                                                  | Senegal                                                                | Qual. Coppa d'Africa 2017                                              | -                                                                      |                                                                        |
| 28-5-2016                                                              | Kigali                                                                 | Ruanda                                                                 | 0 – 2                                                                  | Senegal                                                                | Amichevole                                                             | -                                                                      | 72’                                                                    |
| 3-9-2016                                                               | Dakar                                                                  | Senegal                                                                | 2 – 0                                                                  | Namibia                                                                | Qual. Coppa d'Africa 2017                                              | -                                                                      | 84’                                                                    |
| 8-10-2016                                                              | Dakar                                                                  | Senegal                                                                | 2 – 0                                                                  | Capo Verde                                                             | Qual. Mondiali 2018                                                    | -                                                                      | 62’                                                                    |
| 12-11-2016                                                             | Polokwane                                                              | Sudafrica                                                              | 2 – 1                                                                  | Senegal                                                                | Qual. Mondiali 2018                                                    | 1                                                                      | 46’                                                                    |
| 8-1-2017                                                               | Brazzaville                                                            | Libia                                                                  | 1 – 2                                                                  | Senegal                                                                | Amichevole                                                             | -                                                                      | 58’                                                                    |
| 19-1-2017                                                              | Franceville                                                            | Senegal                                                                | 2 – 0                                                                  | Zimbabwe                                                               | Coppa d'Africa 2017 - 1º turno                                         | -                                                                      | 84’                                                                    |
| 23-1-2017                                                              | Franceville                                                            | Senegal                                                                | 2 – 2                                                                  | Algeria                                                                | Coppa d'Africa 2017 - 1º turno                                         | -                                                                      |                                                                        |
| 23-3-2017                                                              | Londra                                                                 | Nigeria                                                                | 1 – 1                                                                  | Senegal                                                                | Amichevole                                                             | -                                                                      |                                                                        |
| 27-3-2017                                                              | Parigi                                                                 | Costa d'Avorio                                                         | 1 – 1                                                                  | Senegal                                                                | Amichevole                                                             | -                                                                      | 74’                                                                    |
| 6-6-2017                                                               | Dakar                                                                  | Senegal                                                                | 0 – 0                                                                  | Uganda                                                                 | Amichevole                                                             | -                                                                      | 62’                                                                    |
| 7-10-2017                                                              | Praia                                                                  | Capo Verde                                                             | 0 – 2                                                                  | Senegal                                                                | Qual. Mondiali 2018                                                    | 1                                                                      | 89’                                                                    |
| 10-11-2017                                                             | Polokwane                                                              | Sudafrica                                                              | 0 – 2                                                                  | Senegal                                                                | Qual. Mondiali 2018                                                    | -                                                                      |                                                                        |
| 14-11-2017                                                             | Dakar                                                                  | Senegal                                                                | 2 – 1                                                                  | Sudafrica                                                              | Qual. Mondiali 2018                                                    | -                                                                      | 80’                                                                    |
| 23-3-2018                                                              | Kota Bharu                                                             | Senegal                                                                | 1 – 1                                                                  | Uzbekistan                                                             | Amichevole                                                             | -                                                                      |                                                                        |
| 27-3-2018                                                              | Dakar                                                                  | Senegal                                                                | 0 – 0                                                                  | Bosnia ed Erzegovina                                                   | Amichevole                                                             | -                                                                      | 87’                                                                    |
| 31-5-2018                                                              | Lussemburgo                                                            | Lussemburgo                                                            | 0 – 0                                                                  | Senegal                                                                | Amichevole                                                             | -                                                                      | 69’ 90+1’                                                              |
| 8-6-2018                                                               | Osijek                                                                 | Croazia                                                                | 2 – 1                                                                  | Senegal                                                                | Amichevole                                                             | -                                                                      | 88’                                                                    |
| 11-6-2018                                                              | Grödig                                                                 | Senegal                                                                | 2 – 0                                                                  | Corea del Sud                                                          | Amichevole                                                             | -                                                                      | 81’                                                                    |
| 19-6-2018                                                              | Mosca                                                                  | Polonia                                                                | 1 – 2                                                                  | Senegal                                                                | Mondiali 2018 - 1º turno                                               | -                                                                      | 62’                                                                    |
| 24-6-2018                                                              | Kazan'                                                                 | Senegal                                                                | 2 – 2                                                                  | Giappone                                                               | Mondiali 2018 - 1º turno                                               | -                                                                      | 81’ 90+3’                                                              |
| 9-9-2018                                                               | Antananarivo                                                           | Madagascar                                                             | 2 – 2                                                                  | Senegal                                                                | Qual. Coppa d'Africa 2019                                              | -                                                                      | 75’                                                                    |
| 16-10-2018                                                             | Khartoum                                                               | Sudan                                                                  | 0 – 1                                                                  | Senegal                                                                | Qual. Coppa d'Africa 2019                                              | -                                                                      |                                                                        |
| 17-11-2018                                                             | Bata                                                                   | Guinea Equatoriale                                                     | 0 – 1                                                                  | Senegal                                                                | Qual. Coppa d'Africa 2019                                              | -                                                                      | 76’                                                                    |
| 26-3-2019                                                              | Dakar                                                                  | Senegal                                                                | 2 – 1                                                                  | Mali                                                                   | Amichevole                                                             | -                                                                      |                                                                        |
| Totale                                                                 |                                                                        | Presenze                                                               | 32                                                                     |                                                                        | Reti                                                                   | 3                                                                      |                                                                        |

## Palmarès

### Club

#### Competizioni nazionali
- Championnat National: 2

Creteil: 2012-2013
Red Star: 2023-2024